# Governador general de Catalunya
|  | Aquest article tracta sobre el càrrec durant la Segona República Espanyola. Vegeu-ne altres significats a «General governador de Catalunya». |

El governador general de Catalunya dirigia l'administració regional que va assumir les funcions del president de la Generalitat de Catalunya i del seu consell executiu després de la suspensió de l'autonomia catalana després de la fallida proclamació de l'Estat català a l'octubre de 1934. Els governadors generals van regir l'administració catalana des de gener de 1935 fins a la restauració de l'autonomia després de la victòria del Front Popular a les eleccions de febrer del 1936. Eren nomenats directament pel govern de la República.
Segons l'article 2n de la llei de suspensió de l'estatut de Núria, aprovat per les Corts espanyoles el 2 de gener de 1935:
| « | [..] Les funcions que corresponguessin al President de la Generalitat i al seu Consell Executiu [les assumirà] un Governador General, que nomenarà el Govern, amb facultats de delegar en tot o en part les funcions atribuïdes a aquest Consell. | » |

El primer governador general fou Manuel Portela Valladares (independent) que substituí al coronel Francisco Jiménez Arenas, nomenat el 7 d'octubre president accidental de la Generalitat de Catalunya per part del general Domènec Batet, comandant en cap de la IV Divisió Orgànica. Alguns dels governadors no van arribar amb prou feines a formar un consell executiu, en el qual van participar sobretot polítics de la Lliga Regionalista, el Partit Radical i la CEDA. Després del triomf del Front Popular en les eleccions de febrer de 1936, la Generalitat de Catalunya va ser restaurada i el Parlament de Catalunya va escollir novament Lluís Companys com a president de la Generalitat de Catalunya. El 5 de març de 1936, el Tribunal de Garanties Constitucionals va declarar inconstitucional la llei del 2 de gener de 1935 que suspenia l'estatut.

## Governadors generals de Catalunya
Els governadors generals de Catalunya van ser:
- Manuel Portela Valladares (independent): 10 de gener de 1935 - 23 d'abril de 1935;
- Joan Pich i Pon (radical): 23 d'abril de 1935 - 28 d'octubre de 1935;
- Eduardo Alonso (president de l'Audiència Territorial, interí): 28 d'octubre de 1935 - 27 de novembre de 1935;
- Ignasi Villalonga i Villalba (CEDA): 27 de novembre de 1935 - 16 de desembre de 1935;
- Joan Maluquer i Viladot (Lliga): 16 de desembre de 1935 - 18 de desembre de 1935;
- Fèlix Escalas i Chamení (independent, vinculat a la Lliga): 18 de desembre de 1935 - 17 de febrer de 1936;
- Joan Moles i Ormella (republicà independent): 17 de febrer de 1936 - 29 de febrer de 1936.